# BBC Prime
BBC Prime – brytyjski kanał telewizyjny działający w latach 1995–2009, prezentujący filmy telewizyjne, seriale i programy z zasobów brytyjskiego nadawcy publicznego – BBC.

## Historia
Stacja ta rozpoczęła emisję w 1995 roku i początkowo była adresowana głównie do Brytyjczyków mieszkających poza krajem (pełniła więc podobną rolę do polskiej TVP Polonia). Z czasem okazało się, że większość odbiorców to cudzoziemcy, chcący mieć kontakt z brytyjską kulturą popularną. W związku z czym podjęto decyzję o emisji napisów w innych językach u dołu ekranu. Stacja nadawała w ośmiu językach, w tym od 16 stycznia 2003 w Polsce domyślnie po polsku.
BBC Prime często oskarżany był o bazowanie głównie na archiwach. Stacja rzadko emitowała najnowsze produkcje, gdyż bardziej opłacało się je sprzedawać nadawcom w poszczególnych krajach. Mimo to najważniejsze wydarzenia – uroczystości związane z monarchią brytyjską, koncerty charytatywne, rozdania ważnych nagród (np. BAFTA), transmisje Konkursu Piosenki Eurowizji – emitowane były w tym samym czasie, co na Wyspach, lub z niewielkim opóźnieniem. Dokładnie 3 minuty po północy 25/26 stycznia 2008, kanał BBC Prime zakończył emisję w Polsce. Natomiast 11 listopada 2009 o godzinie 6:00 kanał zakończył nadawanie w Wielkiej Brytanii i całej Europie. Po likwidacji stacji, BBC Entertainment z kanału oferującego seriale i rozrywkę stał się kanałem ogólnotematycznym.
BBC Entertainment, BBC Knowledge, BBC Lifestyle i CBeebies (polskie wersje) nadają od 2 grudnia 2007 roku i są dostępne na platformie nc+ i Cyfrowy Polsat oraz w wielu sieciach kablowych.